# 朝一
《朝一》（asaichi）為2010年3月29日開始於NHK綜合頻道播出的晨間生活資訊節目。

## 概述
NHK綜合頻道自1962年4月2日開始的48年間，8:15 - 8:30一直播出《連續電視小說》。之後會播出《NHK新聞》「生活資訊節目」，但根據NHK所進行調查顯示，越多越多人選擇提早開始工作時間，導致節目收視率持續低迷。
因此，自2010年3月29日起，《NHK新聞 早安日本》於8點結束後，晨間劇的播出時間調整至8:00 - 8:15。原先播出的《生活熱點早晨》等節目結束播出，晨間劇結束後的8:15 - 9:54改為播出本節目。
節目基本上採用現場直播播出，但高中棒球賽事等期間節目可能會採用錄影播出（參見#暫停播出與縮短播出時間）。此外，本節目有時亦會於晚間黃金時段以特別版的形式播出。
官方將本節目定位為「大型資訊節目」，與先前播出的以生活資訊為中心的《生活熱點早晨》不同，本節目與商業電視台播出的雜聞秀相同，節目內容亦涵蓋了政治、社會問題與娛樂資訊，並以「從生活者的角度深入挖掘」作為標語。
本節目的目標觀眾是40歲左右的家庭主婦，他們被認為逐漸離NHK越來越遠，也因此節目的工作人員有半數皆為女性，以成為滿足「女性需求」的節目，而關於節目名稱，則因為「想創造一個像市場一樣充滿各式資訊且充滿活力的節目」。
在節目開播之時，NHK延攬了屬於同時間帶的TBS生活資訊節目《花丸市場》（1996年9月30日 - 2014年3月28日）的工作人員與製作公司，引進相同的製播手法與進行模式。
節目初代主持人為《花丸市場》的主持人藥丸裕英曾隸屬的傑尼斯事務所現任旗下藝人井之原快彥（當時隸屬V6）。
節目開頭，參與本節目演出的藝人等可能會發表他們關於晨間劇的感想。
8點時段結束時，主持節目的女主播會提醒9點開始將播出《NHK新聞》。此外，9點的《NHK新聞》結束時，負責播報的播報員會以「請繼續觀看《朝一》」作為結束詞，此時畫面下方亦會顯示「新聞之後也還是朝一」的文字。節目開播初期亦會有本節目的主持人以綽號等稱呼負責新聞播報的播報員的場合，而在非常罕見的情況下，亦有兩人連動播報9點《NHK新聞》的情形。
2011年10月31日 - 11月4日（3日因為國定假日而未播出）為來自福島縣会津若松市、磐城市、福島市、下郷町直播播出的「朝一福島露營車」特集，作為東日本大震災（東北地方太平洋沖地震）災後復興的一環。
節目內參與節目的藝人與主持人等經常以暱稱互相稱呼，即時字幕上亦會顯示暱稱。
2014年2月3日節目內標題與文字的設計變更。
2016年11月1日節目的Instagram帳號開始上線。
2017年3月30日，節目攝影棚進行了小改動，並更換了主題曲，文字、標題等設計亦進行了更新。
2018年4月2日，節目攝影棚佈景和主題曲皆更動，文字設計等亦也進行了更新。
2020年3月30日開始，節目下方參與人員的姓名條的羅馬拼音變更為以姓→名的順序顯示。
2022年3月29日，攝影棚佈景和主題曲更新，文字與標題設計亦進行了更動。（為博多華丸、博多大吉、鈴木奈穂子擔任主持人以來的首次）。
因應2024年1月1日發生的令和6年能登半島地震，本節目同月12日至6月28日以《綜合頻道（石川縣内）同步廣播》為名於BS103頻道（舊NHK BS Premium）上同步播出。
2024年3月26日19:30 - 20:42分本節目播出現場直播的特別節目「朝一☆Golden」。來賓為有吉弘行、YOU、磯山沙也加。

### 暫停播出與縮短播出時間
節目於國定假日、年末年始、全國高等學校棒球錦標賽（夏季高中棒球比賽）賽事期間節目會幾乎完全停播。
播出國會直播的日子、選拔高等學校棒球大會（春季高中棒球比賽）期間時，則本節目的播出時間會縮短至僅有8點時段。
每年8月6日因轉播廣島和平紀念儀式，本節目會延後開播時間（2024年為9：05分開始）。
而由於夏季奧運與高中棒球賽事的期間經常高度重疊，而導致本節目的停播有時會長期化。
而由於本節目的播出時段常被用來播出政見發表，因此在有些地區本節目會完全或部分暫停播出。此外於眾議院議員選舉與參議院議員選舉投票日的隔天本節目可能會因為播出選戰記錄節目《列島紀實》而完全暫停播出。
有時節目會因為颱風、地震等災害或發生重大新聞等因素而插入新聞播報中斷播出，此時節目所預定播出的內容會有部分變更甚至完全中斷。
若晨間劇因前述的因素而暫停播出時，則隔天的8:15 - 8:30會進行替代播出，本節目的播出時間亦會延後並縮短為8:30 - 9:54（有時《大家的體操》會暫停播出，本節目會播出至10點）。

## 演出者

### 目前

#### 主持人
- 博多華丸大吉（日语：博多華丸・大吉） （2018年4月2日 - ）[32]
  - 為第二代主持人。[註 19][33]。
  - 基於修正後的新型冠狀肺炎等對策特別措施法（日语：新型インフルエンザ等対策特別措置法）第32條，於新冠肺炎緊急事態宣言發布的2020年4月至5月26日期間，每個人皆於個別的場所（非自宅）以現場直播的方式參與節目。
- 鈴木奈穗子（NHK播音員）（2021年3月30日 - ）
  - 第3代播音員主持人。[註 20][34][註 21][35][36]。

#### 助理主持
- 駒村多恵（日语：駒村多恵）（2012年4月 - ，藝人）[註 22]

#### 記者
除非另有說明者，否則下述人員皆為NHK播報員（非定期輪班）。
於《生活熱點早晨》時期，擔任記者的播報員會以「○○播報員（アナウンサー）」的稱呼顯示於畫面上，但本節目播出後省略了職稱與敬稱，僅以簡短的文字介紹（東京播音員室、首都圏局、日本語中心以外的放送局的播報員會以「○○局（例：屬於大阪放送局的播報員標註為「大阪局」）→NHK〇〇（例：名古屋放送局的播報員會以「NHK名古屋」）」標註）。
而如果採訪的內容為重大事件或事故，則前述的簡短文字介紹可能會被摒棄，而改為統一使用記者作為職稱標註（但無論為何種情況，只要負責採訪的記者為播報員，則VTR上皆會標註為播報員）。
- 淺井理（日语：浅井理）（2021年4月8日 - ）
- 安部美智子（日语：安部みちこ）（2023年4月 - ）
- 池間昌人（日语：池間昌人）（2023年4月 - ）
- 佐佐木芳史（日语：佐々木芳史）（2023年4月 - ）※兼任《週六工作室（日语：土スタ）》主持人
- 鈴木遙（日语：鈴木遥）（2024年4月 - ）[註 24]
- 森田茉里恵（日语：森田茉里恵）（2024年4月 - ）
- 地區直播記者（2023年4月10日 - 。每週輪流主持「現在推薦！LIVE」）
  - 大河内惇（日语：大河内惇）（北海道。隸屬旭川局）
  - 岩﨑果歩（日语：岩﨑果歩）（東北。隸屬仙台局）
  - 森花子（日语：森花子）（北關東。隸屬水戸局）[註 25]
  - 瀨戶光（日语：瀬戸光）（東海。隸屬岐阜局）
  - 鈴木貴彥（日语：鈴木貴彦）（北陸。隸屬金澤局）
  - 鹿島綾乃（日语：鹿島綾乃）（近畿。隸屬大阪局）
  - 佐藤茉那（日语：佐藤茉那）（山陽。隸屬廣島局）
  - 市來秋果（日语：市来秋果）（山陰。隸屬鳥取局）
  - 都倉悠太（日语：都倉悠太）（四國。隸屬松山局）
  - 小林将純（日语：小林将純）（九州、沖縄。福岡局）
- 篠山輝信（日语：篠山輝信）（演員、藝人）（2010年度 - ）※最初為「產地直送LIVE」記者，退出單元主持後，不定期擔任東北與沖繩地區的記者。
- 副島淳（日语：副島淳）（演員、藝人）（2017年4月4日 - ）
- 馬場典子（自由播音員。原日本電視台）（2018年7月4日 - ）

#### 氣象主播
- 池田沙耶香（日语：池田沙耶香）

### 過去

#### 主持人
- 井之原快彦（當時隸屬V6/20th Century）（歌手、藝人）[37]（2010年3月29日 - 2018年3月30日）
  - 初代主持人。
  - 為NHK首次起用非NHK所屬人員擔任該時段資訊節目的主持人。[38]。
- 有働由美子（當時為NHK播報員。退出節目的隔天後自NHK退職）（2010年3月29日 - 2018年3月30日）
  - 初代播音員主持人。
- 柳澤秀夫（日语：柳澤秀夫）（當時為NHK解説委員）（2010年3月29日 - 2018年3月30日）
  - 初代主持人。評論員，負責解說相關內容。
  - 擔任解説委員長的期間出場次數較少。在第2期後通常不會於「黃金對談」的日子出場。
  - 缺席時原則上由井之原或有働（或代理主持人）主持。
- 近江友里恵（日语：近江友里恵）（當時為NHK播報員。2021年3月31日自NHK退職）（2018年4月2日 - 2021年3月5日）[39][40]
  - 第2代播音員主持人。

#### 歷任記者
| 2010年4月  | 2011年3月  | 廣田直敬   | 内藤裕子 | 石井薰   | 松田利仁亞 | 小林孝司   |          |            |          |
| 2011年4月  | 2011年5月  | 廣田直敬   | 内藤裕子 | 石井薰   | 松田利仁亞 | 小林孝司   | 田代杏子 |            |          |
| 2011年6月  | 2012年2月  | 中谷文彦   | 内藤裕子 | 藤井彩子 | 松田利仁亞 | 小林孝司   | 田代杏子 |            |          |
| 2012年4月  | 2012年7月  | 中谷文彦   | 内藤裕子 | 黑田信哉 | 松田利仁亞 | 小林孝司   | 高橋莉亞 |            |          |
| 2012年8月  | 2013年3月  | 中谷文彦   | 塚原泰介 | 黑田信哉 | 松田利仁亞 | 山田大樹   | 高橋莉亞 |            |          |
| 2013年4月  | 2014年3月  | 中谷文彦   | 塚原泰介 | 中村慶子 | 寺門亜衣子 | 山田大樹   | 近藤泰郎 |            |          |
| 2014年4月  | 2015年3月  | 中谷文彦   | 塚原愛   | 中村慶子 | 三輪秀香   | 山田大樹   | 近藤泰郎 | 瀨田宙大   |          |
| 2015年4月  | 2015年5月  | 中谷文彦   | 塚原愛   | 西堀裕美 | 三輪秀香   |            | 近藤泰郎 | 瀨田宙大   |          |
| 2015年6月  | 2016年3月  | 中谷文彦   | 石井薰   | 西堀裕美 | 三輪秀香   |            | 近藤泰郎 | 瀨田宙大   |          |
| 2016年4月  | 2017年3月  | 中谷文彦   | 古野晶子 | 雨宮萌果 | 三輪秀香   | 佐藤俊吉   |          | 瀨田宙大   |          |
| 2017年4月  | 2017年5月  | 佐佐木彩   | 古野晶子 | 雨宮萌果 |            | 佐藤俊吉   |          | 瀨田宙大   |          |
| 2017年6月  | 2018年3月  | 佐佐木彩   | 古野晶子 | 雨宮萌果 | 遠藤亮     | 佐藤俊吉   |          | 瀨田宙大   |          |
| 2018年4月  | 2018年6月  | 千葉美乃梨 | 古野晶子 | 雨宮萌果 | 遠藤亮     | 田村直之   | 森田洋平 | 魚住優     |          |
| 2018年7月  | 2019年3月  | 千葉美乃梨 |          | 雨宮萌果 | 遠藤亮     | 田村直之   | 森田洋平 | 魚住優     |          |
| 2019年4月  | 2019年5月  | 千葉美乃梨 | 上條倫子 | 松岡忠幸 | 遠藤亮     | 田村直之   | 森田洋平 |            |          |
| 2019年6月  | 2019年10月 | 千葉美乃梨 | 小林孝司 | 松岡忠幸 | 橋本奈穂子 | 田村直之   | 森田洋平 |            |          |
| 2019年11月 | 2020年3月  |            | 小林孝司 | 松岡忠幸 | 橋本奈穂子 | 田村直之   | 森田洋平 |            |          |
| 2020年4月  | 2021年3月  | 石井隆広   | 小林孝司 | 松岡忠幸 | 中川安奈   | 保里小百合 | 森田洋平 |            |          |
| 2021年4月  | 2022年3月  | 石井隆広   | 小林孝司 | 淺井理   | 中川安奈   | 上條倫子   | 森花子   | 矢崎智之   |          |
| 2022年4月  | 2023年3月  | 石井隆広   | 小林孝司 | 淺井理   | 中川安奈   | 上條倫子   | 森花子   | 矢崎智之   | 宮崎大地 |
| 2023年4月  | 2023年6月  | 淺野里香   | 小林孝司 | 淺井理   | 中川安奈   | 安部美智子 | 池間昌人 | 佐佐木芳史 | 角谷直也 |
| 2023年7月  | 2024年3月  | 淺野里香   | 近藤泰郎 | 淺井理   | 中川安奈   | 安部美智子 | 池間昌人 | 佐佐木芳史 | 角谷直也 |
| 2024年4月  | 2025年3月  | 鈴木遥     | 近藤泰郎 | 淺井理   | 森田茉里恵 | 安部美智子 | 池間昌人 | 佐佐木芳史 |          |
| 2025年4月  |            | 鈴木遥     | 安藤佳祐 | 淺井理   | 森田茉里恵 | 安部美智子 | 瀬田宙大 | 寺門亞衣子 |          |

- 瀧口幸廣（演員、藝人）「三位廚師的夢幻較量」的助理主持（2012年4月 - 2015年3月、月1回出演）
- 宮下純一（藝人、體育主播。2008年北京奧運游泳400m混合式接力賽銅牌）-「神奇技巧Q」單元主持人（2010年度 - 2017年3月7日）
- 失焦太郎（日语：ピンボケたろう）（「搞笑團體The Perfect（日语：ザ・パーフェクト）」吐槽擔當）-「閃亮☆學園」（2016年1月27日 - 2017年3月15日）
- 小堺翔太（藝人、自由播音員）-的現場直播記者（2013年10月 - 2017年3月）、「閃亮☆日本」（2014年4月4日 - 2017年3月17日）
- 藤原薫（2017年3月30日 - 2021年3月10日[41]）
- 古原靖久（演員）（2012年5月7日 - ）「閃亮☆日本（2017年度為止）」「外出LIVE（2018年度開始）」
- 三上大進（NHK主播、記者）（2018年度 - ）

#### 地區直播記者
- 大川悠介（日语：大川悠介）（近畿地區。2023年4月 - 2023年7月）
- 鈴木遙（日语：鈴木遥）（北海道地區。2023年4月 - 2024年3月）
- 宮崎梓（日语：宮﨑あずさ）（東北地區。2023年4月 - 2024年3月）
- 安藤結衣（日语：安藤結衣）（山陽地區。2023年4月 - 2024年3月）

## 備註

## 外部連結
- あさイチ - 官方網站 （页面存档备份，存于）
- あさイチ - NHK放送史（日本放送协会）（日語）

- NHKあさイチ的Instagram帳戶

| NHK綜合 平日上午資訊節目時段 | NHK綜合 平日上午資訊節目時段    | NHK綜合 平日上午資訊節目時段 |
| --- | ------------------------------- | ---------------------------- |
| | 朝一 （2010年3月29日 - ）       |                              |
| 生活熱點早晨 （1995年4月3日 - 2010年3月19日） | —                               |                              |
| NHK綜合 平日 8:15 - 9:00 |                                 |                              |
| 連續電視小說 （1962年4月2日 - 2010年3月26日） ※8:15 - 8:30【提早15分鐘播出】NHK新聞 （1991年4月1日 - 2010年3月26日） ※8:30 - 8:35【延後30分鐘播出】生活熱點早晨 （1995年4月3日 - 2010年3月19日） ※8:35 - 9:25                                                             | 朝一 第1部 （2010年3月29日 - ） | —                            |
| NHK綜合 平日 9:05 - 9:54 |                                 |                              |
| 生活熱點早晨 （1995年4月3日 - 2010年3月19日） ※8:35 - 9:25大家的體操 （1999年10月18日 - 2010年3月25日） ※9:25 - 9:30【延後30分鐘播出】【週一 - 週四】今天的料理Plus （2007年4月2日 - 2010年3月17日） 【週五】有趣的園藝Plus （2007年4月6日 - 2010年3月19日） ※9:30 - 9:54 | 朝一 第2部 （2010年3月29日 - ） | —                            |